# Aéroport de Pukatawagan
L'aéroport de Pukatawagan est un aéroport situé à l'ouest de Pukatawagan, dans la province du Manitoba, au Canada.

## Service
Missinippi Airways, compagnie aérienne fondée en 1987 qui est propriété à 100% des Premières Nations, fournit un vol régulier entre le Pas et Pukatawagan, en particulier pour la nation crie Mathias Colomb mais également pour les voyageurs intéressés. Elle propose diverses offres de services collectifs et individuels.

## Accident
Le 4 juillet 2011, un Cessna 208 Caravan s'est écrasé au bout du piste lors de son décollage pendant que l'avion transportait le pilote et huit passagers. Un passager est mort, et plusieurs sont blessés.